# Portez ce vieux whisky au juge blond qui fume

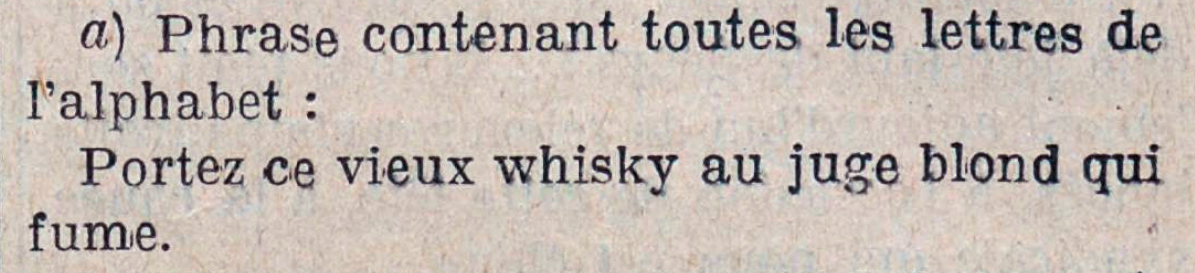
Панграма в Causerie dactylographique Шарля Тріулера, 1921 р.

Portez ce vieux whisky au juge blond qui fume (фр.  «Віднесіть цей старий віскі судді-блондину, який курить») — французька панграма, яка містить всі французької абетки (без діакритичних знаків).
Текст складається з 37 літер, кожна приголосна зустрічається по одному разу. Хоча це не найстаріша і не найкоротша французька панграма, вона найпопулярніша і знайома багатьом франкофонам. Le Soir зазначає, що панграма Jugez vite faux Whisky Blond parmi cinq («Швидко знайди фальшивий світлий віскі серед цих п'яти») містить на чотири літери менше.
Панграму часто використовують для навчання друку: це стандартний французький текст для перевірки друкарні та друкарського обладнання. Іноді використовується як текст-заповнювач. Панграма вбудована в деякі принтери, призначені для французького ринку. Існує розширена версія au juge blonde qui fume la pipe, яка містить усі малі літери.
Панграма набула популярності після публікації в 1924 році в Manuel d'organisation du bureau Альбера Наварра. Перша масова комерційна публікація панграми приписується франкомовному журналу коміксів Journal de Mickey.
Автором фрази іноді помилково називають письменника та есеїста Жоржа Перека. Канадський експерт із панграм Жан Фонтен припускає, що її склали між 1910 і 1924 роками і що її автором міг бути машиніст-чемпіон Шарль Тріулер. Письменник Клод Ганье високо оцінив панграму як «чудову пропозицію» та «зразок жанру».
Для перевірки ліній зв'язку (як-от радіотелетайп) використовується панграма Voyez le brick géant que j'examine près du wharf («Погляньте на гігантський бриг, який я оглядаю біля пристані»).